# Prodotto minimo funzionante
Il prodotto minimo funzionante (in inglese minimum viable product, in acronimo MVP) è la versione di un prodotto con caratteristiche appena sufficienti per essere utilizzabile dai primi clienti, i quali possono quindi fornire feedback per lo sviluppo futuro del prodotto stesso.
Nello sviluppo di un prodotto innovativo, il prodotto minimo funzionante è il prodotto con il più alto ritorno sugli investimenti rispetto al rischio. Il termine è stato coniato e definito da Frank Robinson e reso popolare da Steve Blank e Eric Ries. Il metodo prevede l'interazione con il mercato fin dalla fase di idea, al fine di validare il binomio problema/cliente prima di realizzare una qualsiasi forma di prototipo. Con la validazione iniziale (possibile ad esempio attraverso il metodo della javelin board) è possibile seguire un processo strutturato per arrivare velocemente, e a bassissimo costo, al primo obiettivo della validazione o invalidazione delle ipotesi.  
È una strategia mirata ad evitare di costruire prodotti che i clienti non vogliono, che cerca di massimizzare le informazioni apprese sul cliente per ogni euro speso. Un prodotto minimo funzionante non è, quindi, un prodotto minimo, ma una strategia ed un processo diretto verso la realizzazione e vendita di un prodotto per determinati clienti. È un processo iterativo di generazione di idee, prototipazione, presentazione, raccolta dati, analisi ed apprendimento. 
Il prodotto minimo funzionante è inoltre considerato come il fondamento basilare del metodo lean startup, di cui Eric Ries e Steve Blank sono considerati tra i più esperti, nonché pionieri del movimento lean.

## Descrizione
Un prodotto minimo funzionante deve avere le caratteristiche di base che siano sufficienti per distribuire efficacemente il prodotto. In genere il prodotto viene distribuito ad un sottoinsieme di potenziali clienti, come gli early adopters che si ritiene siano più propensi a fornire feedback e in grado di cogliere una visione del prodotto da un prototipo iniziale o da informazioni di marketing. Questa strategia mira a evitare la creazione di prodotti che i clienti non desiderano e cerca di massimizzare la quantità di informazioni ottenute sul cliente, spendendo il minor denaro possibile. La tecnica rientra nella metodologia Lean Startup poiché gli MVP mirano a testare ipotesi di business e il validated learning è uno dei cinque principi del metodo Lean Startup. Il processo è fortemente in contrasto con il tradizionale metodo di sviluppo del prodotto in "modalità stealth", in cui le aziende realizzano business plan dettagliati che coprono un orizzonte temporale considerevole. Questo metodo economico di validazione delle idee di business prima di effettuare investimenti sostanziosi, consente di risparmiare sui costi e limitare i rischi, poiché le attività che si rivelano commercialmente irrealizzabili possono essere facilmente terminate. È particolarmente importante in quanto la causa principale di fallimento di una startup è la mancanza di necessità del mercato; cioè, molte startup falliscono perché il loro prodotto non è necessario a molti clienti e quindi non possono generare entrate sufficienti per recuperare l'investimento iniziale. Quindi si può dire che l'utilizzo di un MVP chiarificherebbe ad un potenziale imprenditore l'effettiva domanda del mercato per i loro prodotti.
Un esempio potrebbe essere il seguente: nel 2015, un team di ricercatori dell'Università di Sydney ha ideato il robot Rippa, per l'automatizzare la gestione delle coltivazioni e delle erbe infestanti. Prima che fosse rilasciata, l'ipotesi tecnica, cioè che il robot potesse distinguere le erbacce dalle piante da fattoria, era già stata dimostrata. Ma l'ipotesi del business, cioè che Rippa sarebbe uno strumento realmente utilizzabile in una fattoria, doveva ancora essere dimostrata. L'applicazione del metodo MVP in questo caso porterebbe ad un eventuale validazione dell'ipotesi di business, e solo se si dovesse rivelare valida, ulteriori fondi verrebbero investiti nello sviluppo del prodotto.
Un MVP può essere parte di una strategia e di un processo diretti alla realizzazione e alla vendita di un prodotto ai clienti. È un elemento fondamentale in un processo iterativo di generazione di idee, prototipazione, presentazione, raccolta dati, analisi e apprendimento. L'obiettivo è di ridurre al minimo il tempo totale speso per un'iterazione. Il processo viene ripetuto fino a quando non si ottiene un product market fit desiderabile, o fino a quando il prodotto non viene ritenuto non valido.
Steve Blank in genere si riferisce al prodotto minimo praticabile come set minimo di funzionalità.

### Scopi
- Essere in grado di testare delle ipotesi di prodotto con risorse minime.
- Accelerare il processo di apprendimento sulle dinamiche del proprio mercato.
- Ridurre lo spreco di tempo per la progettazione ingegneristica.
- Generare una base per nuovi prodotti.
- Dimostrare la capacità di costruire il prodotto proposto.
- Costruire velocemente un brand.

## Requisiti
I risultati forniti da un test di un prodotto minimo funzionante possono indicare che il prodotto non dovrebbe essere costruito, perciò è stato un test reale.